# روزینا لام
روزینا لام (به چینی: 林夏薇؛ Jyutping: Lam4 Ha6-mei4؛ زادهٔ ۳۰ ژوئن ۱۹۸۷) یک بازیگر هنگ کنگی است که در حال حاضر با تصاویر برادران شاو قرارداد امضا کرده است. روزینا لام تنها فرزند خانواده اش و همچنین پسر عموی ریموند لام خواننده-بازیگر است.